# 笹岡征雄
笹岡 征雄（ささおか まさお、1941年 - ）は、日本のスポーツ研究者。札幌学院大学名誉教授。専門分野はスポーツ、運動処方論、日本スポーツ史、北海道スポーツ史。

## 来歴
出典：(笹岡征雄教授略歴・主要業績目録)による。
- 北海道生まれ。
- 1959年、北海高等学校卒業。
- 1963年、中央大学商学部卒業（商学士）
- 1968年、札幌短期大学講師。
- 1974年、札幌短期大学助教授。
- 1978年、札幌商科大学人文学部教授。
- 1984年、札幌学院大学人文学部教授（校名変更）。
- 2009年、札幌学院大学定年退職。同名誉教授[1]。
- 日本体育学会、北海道体育学会に所属していた

## エピソード
1975年7月26日、笹岡指導の下、当時の札幌短期大学の女子学生ら6人が、日本陸上競技連盟公認コースとして網走市役所から大空町までの区間を42195キロ完走し、女子初のフルマラソンとして記録された。

## 学内外研究助成費による研究
- 1998年4月 - 1999年3月：「北海道陸上競技に関する研究」札幌学院大学研究促進奨励金
- 1997年4月 - 1998年3月：「日本リュージュ競技に関する研究」札幌学院大学研究促進奨励金

## 研究テーマとその特色
日本リュージュ・スケルトン競技に関する調査研究
昭和40年（1965年）から日本リュージュ連盟（現日本ボブスレー・リュージュ連盟）の競技役員を勤めたほか、同連盟の推薦により昭和55年（1980年）日本体育協会からジュニア強化コーチの委嘱を受けた後、平成元年から北海道ボブスレー・リュージュ連盟の理事長に就任、平成10年（1998年）5月退任したが、過去39年間にわたり、日本におけるリュージュ・スケルトンの記録調査を究明する。
北海道における陸上競技に関する研究
これをライフワークに今日に至るまで39年間、研究の基礎である北海道の陸上競技の記録調査を究明する。

## 研究業績
- 2007年1月「日本の女子マラソンはこうして始まった」（単著）札幌・正文舎
- 2004年2月「日本リュージュ・スケルトン競技に関する調査研究」（単著）札幌・正文舎
- 2003年5月「私のなかの歴史―教育・研究生活40年間の足跡―報道の記載」（単著）札幌・正文舎
- 2002年12月「私のスポーツ教育実践―女子マラソンと中国人民大学との交流―」（単著）札幌・正文舎
- 1998年3月『北海道陸上競技資料・記録事典― 1912（明治45年） ～1997年（平成9年）―』（単著）札幌・正文舎
- 1997年7月『日本リュージュ競技に関する研究―日本リュージュ34年間のあゆみ―』（単著）札幌・正文舎
- 1995年6月「日本ボブスレー・リュージュ競技事典」（単著）札幌・正文舎
- 1995年4月『北海道陸上競技記録事典』（単著）札幌・正文舎
- 1985年4月『北海道陸上競技記録百年』（単著）札幌・正文舎